# Marine-Flak
Die Marine-Flak der deutschen Kriegsmarine im Zweiten Weltkrieg bestand aus der landgestützten Flakartillerie und der bordgestützten Flugabwehr, die auf zivilen Schiffen eingesetzt wurde.

## Flakartillerie

### Geschichte und Aufgaben

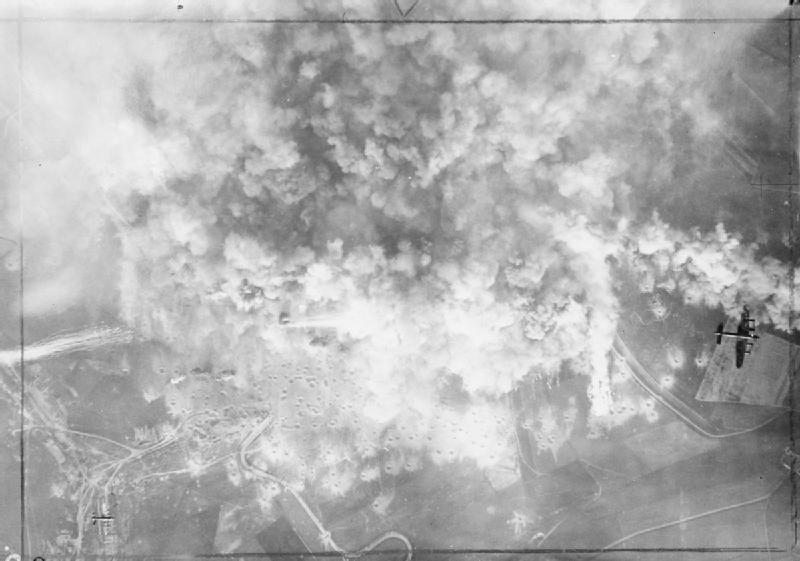
Angriff der RAF auf deutsche Stellungen in Calais

Die Reichsmarine hatte 1932 sechs Marine-Artillerie-Abteilungen in Kiel, Wilhelmshaven, Swinemünde, Cuxhaven, Pillau und Emden–Borkum. Die Marine-Flakschule I (eingerichtet im September 1941) hatte ihren Standort in Swinemünde. Die Horch- und Scheinwerferausbildung befand sich in Cuxhaven. In Ostpreußen hatte die Reichsmarine seit 1920 die V. Marine-Artillerie-Abteilung in Pillau und die VII. Marine-Artillerie-Abteilung in Memel. Aus ihnen entstanden mit der Mobilmachung u. a. die Marine-Flak-Abteilungen 215 und 225 in Pillau und 217 in Memel.
Im Deutschen Reich und in den von der Wehrmacht besetzten Gebieten diente die Flakartillerie der Kriegsmarine dem Schutz von Häfen, Werften und Rüstungsbetrieben. In den Niederlanden sollte sie den Überflug von Bombern der Royal Air Force und der United States Army Air Forces verhindern.

### Aufstellung und Nummerierung
Die Marine-Flak ging aus der Marine-Artillerie hervor. Die im Frieden bestehenden Marine-Artillerie-Abteilungen I–VII wurden aufgelöst und daraus bei Kriegsbeginn die im Heimatgebiet eingesetzten Marine-Flak-Abteilungen (MFlakAbt) und Marine-Artillerie-Abteilungen aufgestellt. Anders als die mit 1 beginnenden Nummern der Heeresartillerie führten sie als erste Ziffer der dreistelligen Nummer eine 2.
Einsatzgebiete und aufstellende Marine-Artillerie-Abteilungen oder Ersatz-Marine-Artillerie-Abteilungen waren durch die letzte Ziffer gekennzeichnet. Die Marine-Fla-Abteilungen wurden im Winter 1939/40 in Marine-Flak-Abteilungen umbenannt. Wie die Marine-Artillerie waren sie in Kompanien gegliedert. Die Bezeichnung Batterie wurde erst im Winter 1941/42 eingeführt. Um die Festungen der Kriegsmarine in Norwegen, den Niederlanden und Frankreich zu schützen, wurden im Laufe des Krieges weitere Marine-Flak-Abteilungen gebildet.
Als „letztes Aufgebot“ von Karl Dönitz wurde „1001 Nacht“ im März 1945 aufgestellt. Die MFlakAbt sollte mit 50 leichten Flak Marienburg mit dem Weichselübergang halten.

### Gliederung und Ausrüstung

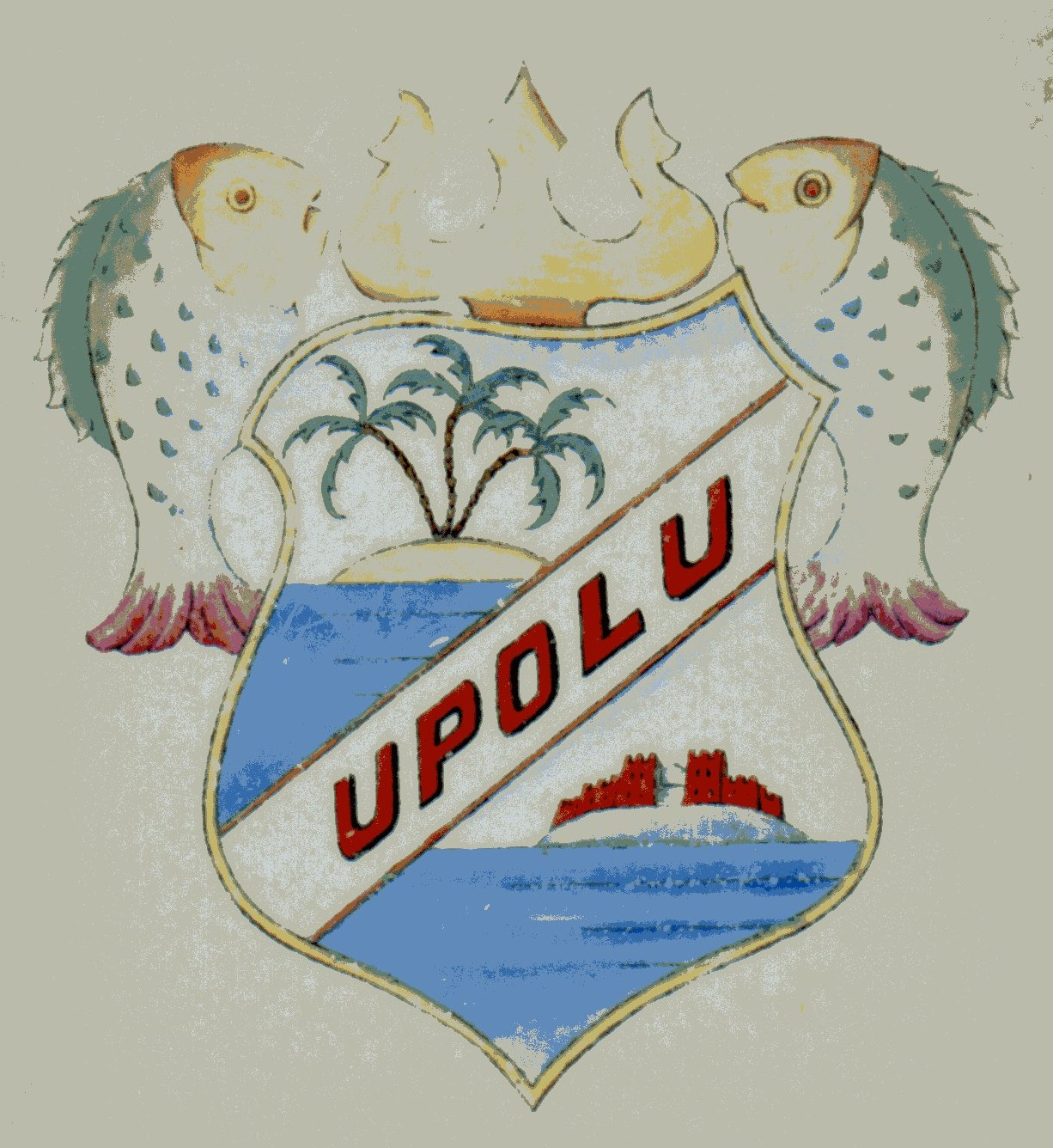
Abteilung 244, Brinkamahof II (Weddewarden), benannt nach Upolu

Die Abteilungen entsprachen Bataillonen. Mit ihren Batterien und Zügen unterstanden sie Regimentern. Die Abteilungen hatten eine Stabsbatterie, schwere Flak- und Sperrbatterien, mittlere, leichte und gemischte Flak-Batterien, Leuchtgruppen und Scheinwerferbatterien. Ihre Anzahl war zeitlich und örtlich sehr verschieden. Das Kaliber reichte von 2–4 cm bei den leichten bis zu 8,8–12,8 cm bei den schweren Batterien. Zur Ausrüstung gehörten Geräte zur Entfernungsmessung und Schallortung. Die neue Dezimeter-Telegraphie kam nur vereinzelt zum Einsatz.
Das Personal bestand aus Soldaten der Kriegsmarine. Wie die Masse der Wehrmacht waren die meisten reaktivierte Reservisten. Hinzu kamen HJ-Marinehelfer. Zu einer Abteilung gehörten etwa 1.000 Mann. Bei (mindestens) 90 Marine-Flak-Abteilungen waren das insgesamt an die 100.000 Mann.
Die meisten Abteilungskommandeure waren Korvettenkapitän (KK); die Mehrzahl kam aus der Marine-Artillerie (M.A.). Nicht wenige waren Diplom-Ingenieur. Manche waren Kapitänleutnant (KL) oder Fregattenkapitän (FK), nur zwei Kapitän zur See (KzS).

### Marine-Flak-Regimenter in Deutschland
Für die Regimenter galt die Tradition der Kaiserlichen Marine, dass die Verbände in der Ostsee ungerade und in der Nordsee gerade Nummern hatten.

#### 1. Marine-Flak-Regiment – Kiel
Das 1. Marine-Flak-Regiment wurde im Januar 1940 in Kiel aus dem Flakgruppenkommando Kiel aufgestellt und dem Küstenbefehlshaber westliche Ostsee unterstellt. Ab 1942 bestand eine Stabs-Abteilung mit leichter und schwerer Flak und einer Fernsprecher-Lehr-Batterie. Am 1. Mai 1942 wurde das Regiment in die I. Marine-Flak-Brigade überführt. 

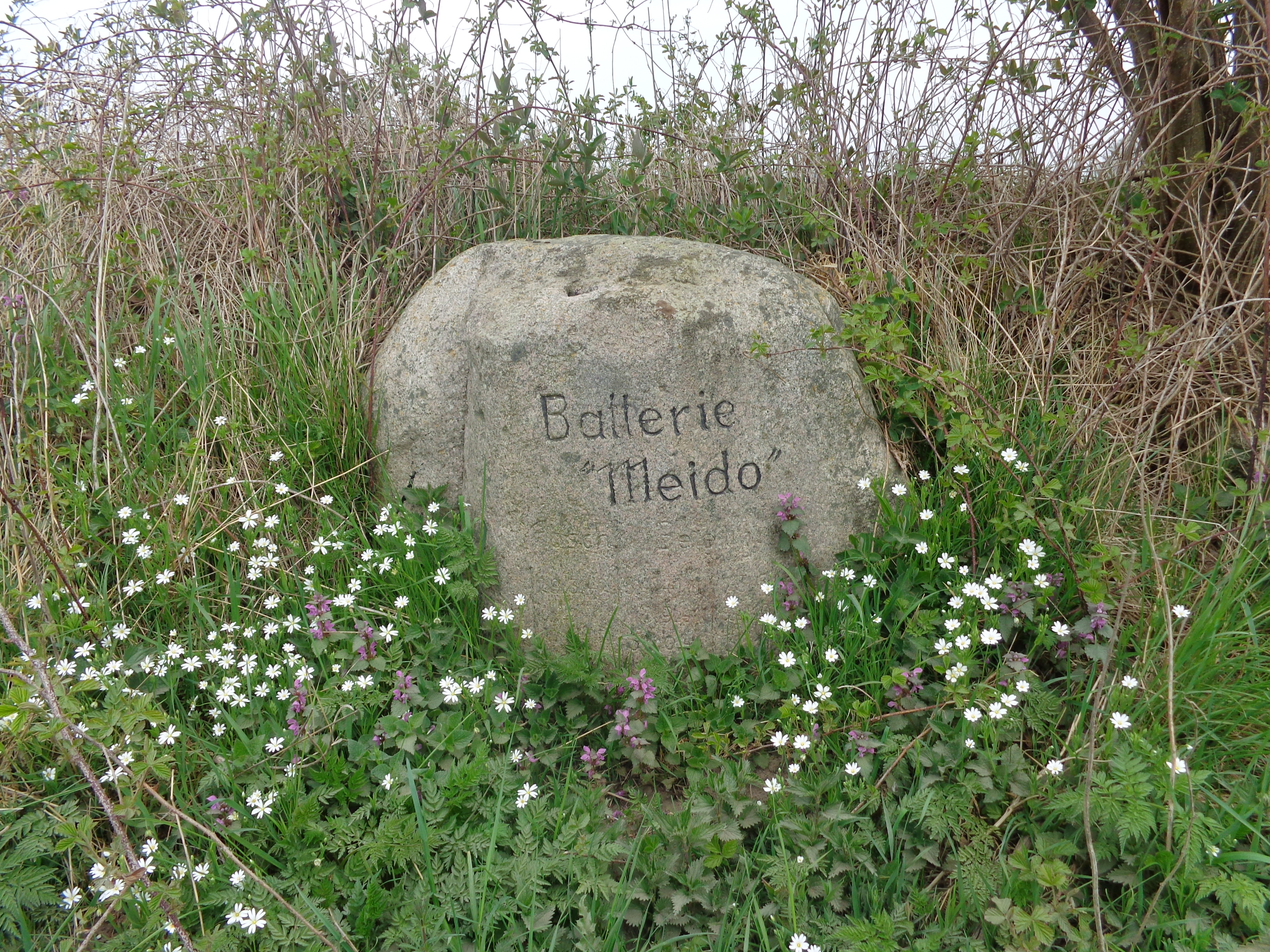
„Meido“ – Meimersdorf

Marine-Flak-Abteilungen
211 Eckernförde, Marienthal, Hemmelmark, Barkelsby, Bookniseck, Osterby und Altenhof.
221 Kiel-Friedrichsort, Dreilinden, Tüttendorf, Holtenau, Schilksee, Krusendorf, Marienfelde und Warleberg.
231 Rendsburg, Schwabe, Schülldorf, Sehestedt, Büdelsdorf und Lohklint. Siehe Kröger-Werft und Nobiskrug.
241 Elmschenhagen, Lilienthal, Meimersdorf, Pohnsdorf und Havighorst.
243 Kolberg → Rendsburg
251 Schönwohld, Voorde, Hasseldieksdamm, Ottendorf und Schwartenbek.
261 Röbsdorf, Heikendorf, Laboe, Heidkate und Passade, Schönhorst und Mönkeberg.
271 Jägersberg, Mürwik, Neustadt in Holstein und Dänisch-Nienhof
ab 1942: 281 Kiel-Wik, Dietrichsdorf, Wellingdorf, Wellsee und Vieburg.
sowie hinsichtlich Mürwik: Luftangriffe auf Flensburg

#### 2. Marine-Flak-Regiment – Wilhelmshaven
Das 2. Marine-Flak-Regiment wurde im Januar 1940 in Wilhelmshaven aus dem Flakgruppenkommando Wilhelmshaven aufgestellt und dem Küstenbefehlshaber Ostfriesland unterstellt. Wilhelmshaven war von zwei Luftverteidigungsringen umgeben. Zum äußeren gehörten die schwimmenden (verankerten) Flakbatterien Medusa, Niobe und Arcona. Im Februar 1941 wechselte die Unterstellung unter den aus dem Küstenbefehlshaber Ostfriesland eingerichteten Küstenbefehlshaber Deutsche Bucht. Am 1. Mai 1942 wurde das Regiment in die II. Marine-Flak-Brigade überführt.
Ab Mai 1940 war Walther Oehler Kommandeur des Regiments, welcher nach der Überführung die II. Marine-Flak-Brigade übernahm.
Marine-Flak-Abteilungen
212 Flakbatterie Kirchreihe, Flakbatterie Geniusbank, Flakbatterie Rüstersiel und Flakbatterie Schaar
222 Flakbatterie Seefeld, Flakbatterie Schweiburg, Flakbatterie Dangast, Flakbatterie Vareler Hafen, Flakbatterie Blauhand und der schwimmenden Flakbatterie Medusa
252 Flakbatterie Hohemey, Flakbatterie Schortens, Flakbatterie Siebetshaus und Flakbatterie Sillenstede
262 Kriegsmarinewerft Wilhelmshaven
272 Flakbatterie Kilwa, Flakbatterie Eckwarderhörne und Flakbatterie Langwarden
282 Flakbatterie Schillig, Batterie Horumersiel, Flakbatterie Hooksiel, Flakbatterie Sillenstede, Flakbatterie Mellum und der schwimmenden Flakbatterie Arcona

#### 3. Marine-Flak-Regiment – Swinemünde
Das 3. Marine-Flak-Regiment wurde im März 1945 in Swinemünde aufgestellt und dem Kommandant der Seeverteidigung Pommern unterstellt.
Marine-Flak-Abteilungen
233 Ahlbeck (bei Ueckermünde) und Pritter.
711 Swinemünde: wurde im Dezember 1941 nach Reval verlegt und zum Teil bei Leningrad eingesetzt. Mit der Räumung Revals im Herbst 1944 wurde sie nach Libau verlegt und in Teilen an der Kriegsfront in Kurland eingesetzt.
713 Swinemünde

#### 6. Marine-Flak-Regiment – Emden
Das 6. Marine-Flak-Regiment wurde im März 1942 in Emden aufgestellt und dem Küstenbefehlshaber Deutsche Bucht unterstellt.
Im November 1944 wechselte die Unterstellung unter den Kommandant der Seeverteidigung Ostfriesland.
Marine-Flak-Abteilungen
236 Emden
246 Harlingen
256 Delfziyl
266 Westerhusen
später dazu 276 Kanalpolder

#### 8. Marine-Flak-Regiment – Brunsbüttel

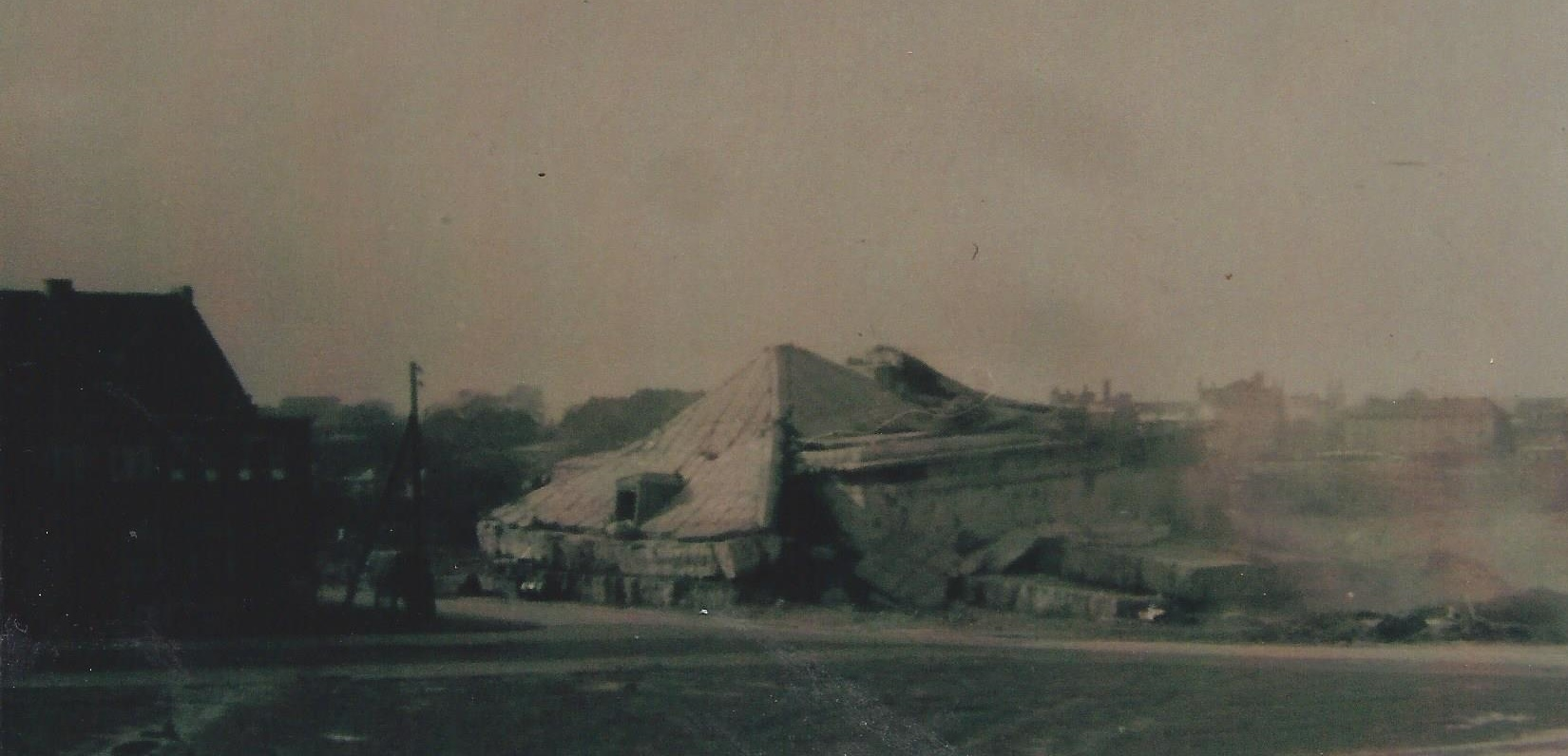
Sprengung eines Flakbunkers in Wesermünde (1946)

Das 8. Marine-Flak-Regiment wurde im März 1940 in Brunsbüttel aufgestellt und dem Küstenbefehlshaber Nordfriesland, ab Februar 1941 Küstenbefehlshaber Deutsche Bucht, unterstellt. Im Winter 1940/41 tauschte das 8. mit dem 14. Marine-Flak-Regiment die Bezeichnung.
Marine-Flak-Abteilungen bis Winter 1940/41
224 Wilhelmsburg–Hademarschen, Grünental bei Beldorf, Hohenhörn und Wacken; später zum Kommandant der Seeverteidigung Elbe-Weser
254 Friedrichshof, Großenrade, Kuden und Blangenmoor, später zum Kommandant der Seeverteidigung Elbe-Weser
274 Brunsbüttelkoog, Zweidorf, Kaiser-Wilhelm-Koog und Neufelderkoog, später zum Kommandant der Seeverteidigung Elbe-Weser
294 Balje, Oste, Krummendeich und Altenwisch, später zum Kommandant der Seeverteidigung Elbe-Weser
Marine-Flak-Abteilungen ab Winter 1940/41
234 Blidsel, Ellenbogen (Sylt), später zum Kommandanten Sylt
264, später zum Kommandant der Seeverteidigung Elbe-Weser

#### 9. Marine-Flak-Regiment – Gotenhafen
Gotenhafen spielte im U-Bootbau eine große Rolle. Die Stadt war der Heimathafen der 22., 24. und 25. U-Bootflottille und der (27.) Schulflottille. Das 9. Marine-Flak-Regiment wurde im September 1942 aufgestellt und dem Küstenbefehlshaber östliche Ostsee, ab September 1943 Küstenbefehlshaber mittlere Ostsee, ab Dezember 1944 Kommandant der Seeverteidigung Ost- und Westpreußen, ab Januar 1945 Kommandant der Seeverteidigung Westpreußen unterstellt. Die Abteilungen lagen in Johanniskrug, Grabau, Koliebken, Lensitz, Amalienfelde, Eichenberg, Gotenhafen und Danzig. Die Marine-Flak-Abteilung 818 kam im November 1943 von Lorient auf die Halbinsel Hela.
Marine-Flak-Abteilungen
219 Gotenhafen
229 Danzig
249 Gotenhafen
259: im Dezember 1942 aufgestellt
818: im September 1943 aufgestellt
Kommandeure
- Kapitän zur See Dankmar Graf Beissel von Gymnich: von September 1942 bis September 1943
- Kapitän zur See Bernhard Chappuzeau: von Oktober 1943 bis Dezember 1943
- Kapitän zur See (MA) Ulrich Jakobs: von Dezember 1943 bis September 1944
- Kapitän zur See (MA) Paul Fenn: von September 1944 bis April 1945

#### 14. Marine-Flak-Regiment – Westerland
Das 14. Marine-Flak-Regiment wurde im März 1940 in Westerland aus dem Flakgruppenkommando Westerland aufgestellt und dem Küstenbefehlshaber Nordfriesland unterstellt.
Im Winter 1940/41 tauschte das 14. mit dem 8. Marine-Flak-Regiment die Bezeichnung.
Marine-Flak-Abteilungen bis Winter 1940/41
204 Westerland
234 Blidsel
264 Hörnum
Marine-Flak-Abteilungen ab Winter 1940/41
224 Wilhelmsburg–Hademarschen
254 Burg/Dithmarschen
274 Brunsbüttel
294 Stade (Balje)

### Regimenter und Abteilungen in besetzten Ländern

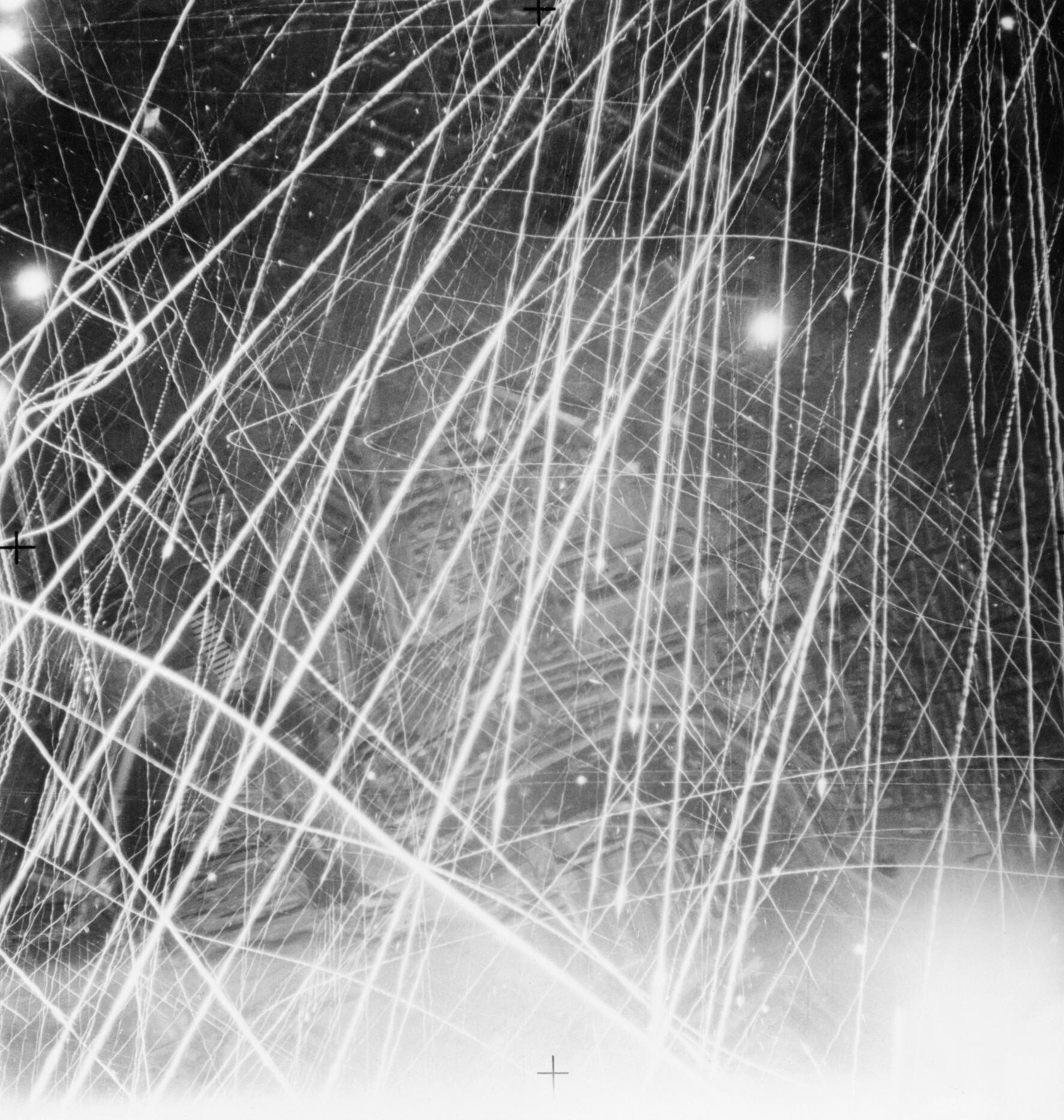
Flak in Brest

#### Frankreich
Das 20. Marine-Flak-Regiment unter Max Grotewahl wurde im August 1941 in Lorient aufgestellt. Es unterstand dem Seekommandant Bretagne. Die fünf Abteilungen waren auch auf der Belle-Île und der Île de Groix stationiert. Später wurde das Regiment in IV. Marine-Flak-Brigade überführt.
In Saint-Nazaire wurde das 22. Marine-Flak-Regiment im November 1941 aufgestellt und unter die Führung von Kapitän zur See Karl-Conrad Mecke gestellt. Von den zuletzt fünf Abteilungen lag eine in Montoir-de-Bretagne. Später wurde das Regiment in V. Marine-Flak-Brigade überführt.
In Brest (Finistère) wurde das 24. Marine-Flak-Regiment im Dezember 1941 aufgestellt. Unterstellt war es dem Seekommandant Bretagne. Von den zuletzt fünf Abteilungen lagen drei auf der Île de Noirmoutier, der Île de Ré und der Île d’Oléron. Später wurde das Regiment in III. Marine-Flak-Brigade überführt.

#### Norwegen

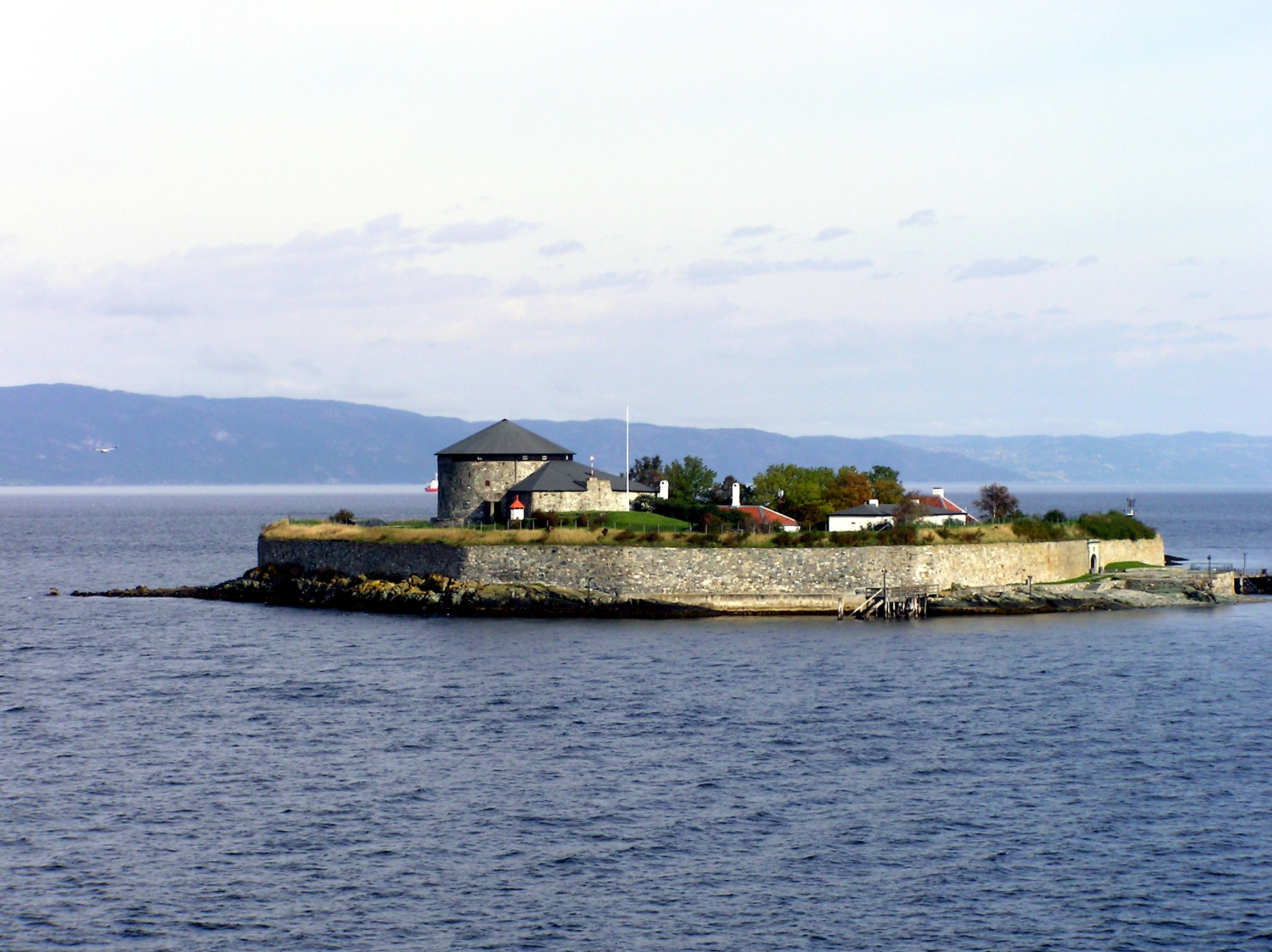
Munkholmen

In Narvik wurde das 30. Marine-Flak-Regiment im Juli 1941 aufgestellt. Unterstellt war es dem Kommandanten der Seeverteidigung Narvik. Die drei Abteilungen lagen in Lødingen, Harstad und Bergviknes.
In Bergen wurde das 31. Marine-Flak-Regiment mit drei Abteilungen aufgestellt.
In Trondheim wurde das 32. Marine-Flak-Regiment im Juni 1940 aufgestellt. Von den drei Abteilungen lagen zwei auf Munkholmen.
Die Abteilung 714 (für Kommandanten der Seeverteidigung Stavanger) wurde im November 1944 in Kristiansund, die Abteilung 823 (für Kommandanten der Seeverteidigung Harstad) im Januar 1945 in Kilbotn (aus 709) unfertig aufgestellt.

#### Dänemark

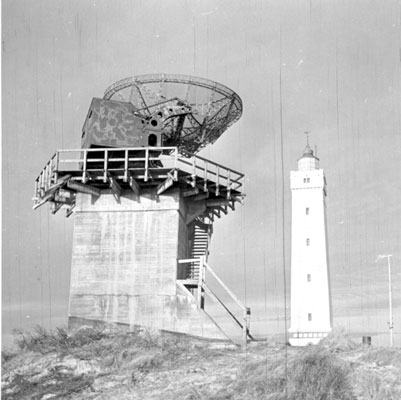
Blaavandshuk

Außer der Marine-Flak-Abteilung 204 im Raum Esbjerg lagen drei Abteilungen in Frederikshavn, Aarhus und Hansted.

#### Baltikum
Die im April 1941 in Brockzetel aufgestellte Marine-Flak-Abteilung 239 kam über Gotenhafen nach Libau. Im Oktober 1941 wurde sie nach Reval verlegt. Ab April 1942 war sie an der Luga-Mündung, ab Februar 1943 auf Tütarsaar. Nach zwei Monaten auf Ösel wurde sie im November 1944 aufgelöst.

#### Niederlande
Die allermeisten Bomberverbände der Alliierten überflogen die Niederlande. Entsprechend verstreut und stark waren die Flakstellungen. Die vier Abteilungen lagen unter anderem in Vlissingen, Den Helder, Brielle und IJmuiden.

#### Griechenland und Italien
Nach der Besetzung Griechenlands wurde eine Abteilung in Salamis aufgestellt. In der Operationszone Adriatisches Küstenland lagen Abteilungen in Monfalcone und Triest.

### Brigaden
1942/43 wurden einige Regimenter zu Brigaden umstrukturiert:
- I. Marine-Flak-Brigade, Kiel,[6] aus 1. Marine-Flak-Regiment
- II. Marine-Flak-Brigade, Wilhelmshaven,[30] aus 2. Marine-Flak-Regiment
- III. Marine-Flak-Brigade, Brest[31][32] aus 24. Marine-Flak-Regiment
- IV. Marine-Flak-Brigade, Lorient,[33] aus 20. Marine-Flak-Regiment
- V. Marine-Flak-Brigade, St. Nazaire,[34] aus 22. Marine-Flak-Regiment

## Marine-Bordflak
Die Marine-Bordflak diente dem Schutz zivil besetzter Schiffe und wurde sowohl auf staatlichen Transportschiffen, welche unter der Reichskriegsflagge fuhren, wie auch auf privaten Handelsschiffen eingesetzt.
Die Aufstellung solcher Bordflak-Einheiten, welche durch die Kriegsmarine erfolgte, begann am 15. April 1940 mit der Marine-Flak-Abteilung 200. Diese wurde am 4. September 1940 in Marine-Bordflak-Abteilung 200 umbenannt. Später wuchsen diese Kräfte im Nordraum zur Marine-Bordflak-Brigade Nord auf, während im Mittelmeerraum nur einzelne Bordflak-Abteilungen, wie z. B. die Marine-Bordflak-Abteilung Süd, bestanden. Jede Abteilung bestand aus mehreren Kompanien, welche ein zugewiesene Gebiet abdeckten.
Die Bordflak-Verbände entsandten Personal und Waffen auf die zu schützenden Schiffe. Zusätzlich waren die Angehörigen der Bordflak-Verbände für die Kommunikation mit anderen Marineeinheiten zuständig.